# Segestria turkestanica
Segestria turkestanica là một loài nhện trong họ Segestriidae.
Loài này thuộc chi Segestria. Segestria turkestanica được Peter Mikhailovitch Dunin miêu tả năm 1986.